# روبن گونسالس (بازیکن فوتبال، زاده ۱۹۳۹)
روبن گونسالس (اسپانیایی: Rubén González‎؛ زادهٔ ۱۷ ژوئیهٔ ۱۹۳۹) بازیکن فوتبال اهل اروگوئه بود.
از باشگاه‌هایی که در آن بازی کرده‌است می‌توان به باشگاه فوتبال ناسیونال، باشگاه فوتبال ولز سارسفیلد، و باشگاه فوتبال بوکا جونیورز اشاره کرد.
وی همچنین در تیم ملی فوتبال اروگوئه بازی کرده‌است.